# جاك هيل
جاك هيل (بالإنجليزية: Jack Hill)‏ (و. 1887 – 1963 م) هو ممثل، من الولايات المتحدة الأمريكية، ولد في روانوك، توفي عن عمر يناهز 76 عاماً.

## وصلات خارجية
- جاك هيل على موقع IMDb (الإنجليزية)
- جاك هيل على موقع ألو سيني (الفرنسية)
- جاك هيل على موقع أول موفي (الإنجليزية)
- جاك هيل على موقع قاعدة بيانات الأفلام السويدية (السويدية)
- جاك هيل على موقع قاعدة بيانات الفيلم (الإنجليزية)
- جاك هيل على موقع كينوبويسك (الروسية)